# Peugeot Type 85 e 95
Peugeot Type 85 e 95 erano due autovetture prodotte tra il 1906 ed il 1907 dalla Casa automobilistica francese Peugeot.

## Profilo
Il 1906 vide l'ingresso della più imponente cabriolet mai costruita dalla Peugeot. L'imponenza stava non tanto nelle dimensioni, che comunque erano ragguardevoli per una vettura d'inizio Novecento, quanto nella filosofia costruttiva e nella meccanica. Questa vettura era la Type 85 e segnava l'inizio della breve avventura della Casa francese nel settore delle vetture d'alto lusso. La Type 85 era una cabriolet piuttosto grosa per l'epoca (4.30 m di lunghezza e 3 m di passo), anche se le sue dimensioni sono paragonabili a quelle di un'attuale berlina di classe medio-bassa. Ma all'inizio del secolo tali misure erano degne di una vettura di lusso che solo pochissimi potevano permettersi.
La Type 85 montava un enorme motore a 4 cilindri in posizione anteriore longitudinale, la cui cilindrata era di ben 9755 cm³ e poteva spingere la vettura ad una velocità massima prossima ai 100 km/h. Fu prodotta solamente nel 1906 in appena 6 esemplari e fu sostituita l'anno seguente dalla Type 95, simile in tutto e per tutto alla Type 85, tranne che nelle dimensioni (lunghezza aumentata di 10 cm e passo aumentato di 5) e nella carrozzeria, che stavolta era limousine. La Type 95 montava anche lo stesso propulsore da 9.8 litri dell'antenata e fu prodotta solo nel 1907 in 40 esemplari.